# Hero (película de 2022)
Hero (en hangul, 영웅; hanja: 英雄; romanización revisada del coreano: Yeong-ung) es una película musical de drama histórico surcoreana de 2022, dirigida por Yoon Je-kyoon y protagonizada por Jung Sung-hwa, Kim Go-eun y Na Moon-hee. Se estrenó el 21 de diciembre de 2022.

## Sinopsis
Hero, basada en el exitoso musical del mismo nombre, sigue la historia real del último año de vida de Ahn Jung-geun, un activista por la independencia de Corea que asesinó al príncipe Itō Hirobumi, el primer ministro de Japón y gobernador general de Corea en 1909.

## Reparto
- Jung Sung-hwa como Ahn Jung-geun, capitán del Ejército de Independencia de la República de Corea.[6]
- Kim Go-eun como Seol-hee, la última dama de la corte de la emperatriz Myeongseong.[6]
- Na Moon-hee como Cho María, la madre de Ahn Jung- geun.[6]
- Jo Jae-yoon como Woo Deok-soon, viejo camarada de Ahn.[6]
- Bae Jung-nam como Cho Do-seon, francotirador independentista.[6]
- Lee Hyun-woo como Yoo Dong-ha, joven miembro del ejército independentista.[6]
- Park Jin-joo como Ma Jin-joo, una joven que colabora con el ejército independentista.[6]
- Jo Woo-jin como Ma Do-sik, un viejo amigo de Ahn.[1]
- Lee Il-hwa como la emperatriz Myeongseong.[1]
- Kim Sung-rak como Itō Hirobumi, primer ministro japonés.[7]
- Jang Young-nam como la mujer de Ahn, Kim Ah-ryeo.[8]
- Kim Joong-hee como el detective japonés Wada.[9]
- Heo Yu-ri como una dama de la corte de la emperatriz.
- Ryu In-young como una dama de la corte de la emperatriz.
- Lee Do-yeop como un soldado.

## Producción
Hero está basada en el homónimo musical, estrenado en 2009. La película, la primera musical original de Corea, se rodó entre el 10 de septiembre y el 15 de diciembre de 2019 en Corea del Sur y en Letonia. Los números musicales se grabaron en vivo, uniendo eventualmente partes de diversas tomas. El 70% de la música está grabada en directo.
En la elección del reparto, el papel del protagonista recayó en Jung Sung-hwa, actor que ha tenido ese mismo papel en el musical desde su estreno.
El primer tráiler y el primer cartel de la película, que reproduce una conocida fotografía de Ahn Jung-geun, se publicaron el 26 de marzo de 2020, en coincidencia con el 110.º aniversario de su muerte. A los pocos días de su estreno, el 26 de diciembre de 2022, un nuevo póster y tráiler de Hero se publicaron, haciendo coincidir el día de nuevo con el del asesinato de Itō Hirobumi el 26 de octubre de 1909 en Harbin, y la ejecución de Ahn Jung-geun.

### Estreno
Hero estaba programada para estrenarse en julio de 2020, pero la pandemia de Covid-19 obligó a aplazar la fecha. Finalmente, se estrenó el 21 de diciembre de 2022. En su primer día de exhibición se proyectó 5105 veces en 1314 salas para 105 471 espectadores, pese a las adversas condiciones climatológicas de ese día. El 14 de enero había superado ya los dos millones y medio de espectadores, con una taquilla del equivalente a 19 920 800 dólares norteamericanos. Se encontraba en la segunda posición por este concepto en la cartelera coreana de 2023, primera entre las de su nacionalidad